# Gustav Hartmann (Manager)

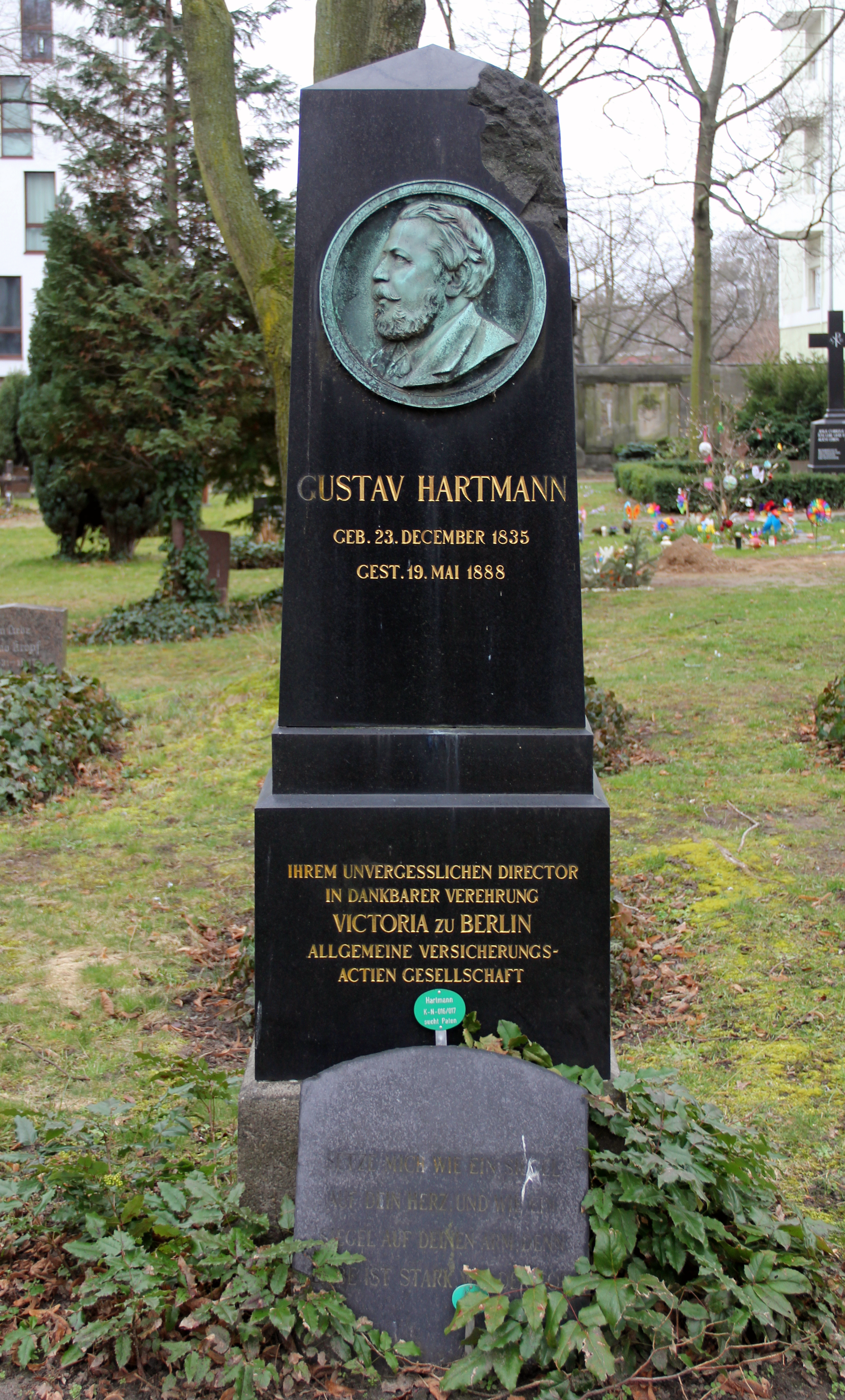
Grabstätte, Großgörschenstraße 12, in Berlin-Schöneberg

Gustav Hartmann (* 23. Dezember 1835; † 19. Mai 1888) war ein deutscher Manager in der Versicherungswirtschaft.
Hartmann war von 1870 bis 1888 Generaldirektor der Victoria-Versicherung in Berlin.
Außerdem war er seit 1874 erster Präsident des Transport-Versicherungs-Verbandes.